# Huixquilucan de Degollado
Huixquilucan de Degollado, vagy röviden Huixquilucan nagyvárosias jellegű, de kis méretű település Mexikóváros agglomerációjában. Lakossága 2010-ben 9500 fő körüli volt. Huixquilucan az ország egyik fontos üzleti központja, olyan világcégek mexikói központjai találhatók itt, mint a Philips, a Henkel és a Costco.

## Földrajz

### Fekvése
A település Mexikóváros nyugati határán fekszik a Vulkáni-kereszthegység hegyei között, a tenger szintje felett körülbelül 2700–2750 méterrel egy viszonylag sík területen. Két patakja, a San Francisco és az Ajolotes a csapadék egyenlőtlen időbeli eloszlása miatt csak időszakos vízfolyás. Északon–északnyugaton egybeépült Dos Ríos és San Francisco Ayotuzco, délen–délkeleten Zacamulpa és San Juan Yautepec településekkel.

### Éghajlat
A város éghajlata meleg, bár mexikói viszonylatban hűvösnek számít, nyáron és ősz elején csapadékos. Minden hónapban mértek már legalább 23 °C-os meleget, de a rekord csak a 35 °C-ot érte el. Az átlagos hőmérsékletek a januári 11,2 és a májusi 16,2 fok között váltakoznak, fagy novembertől áprilisig előfordulhat. Az évi átlagosan 1141 mm csapadék időbeli eloszlása nagyon egyenetlen: a júniustól szeptemberig tartó 4 hónapos időszak alatt hull az éves mennyiség több mint 75%-a.
| Hónap                                   | Jan. | Feb. | Már. | Ápr. | Máj. | Jún. | Júl. | Aug. | Szep. | Okt. | Nov. | Dec. | Év   |
| --------------------------------------- | ---- | ---- | ---- | ---- | ---- | ---- | ---- | ---- | ----- | ---- | ---- | ---- | ---- |
| Rekord max. hőmérséklet (°C)            | 25,5 | 27,0 | 29,0 | 35,0 | 31,0 | 28,5 | 23,5 | 26,0 | 30,0  | 25,0 | 26,0 | 23,0 | 35,0 |
| Átlagos max. hőmérséklet (°C)           | 18,0 | 19,3 | 21,8 | 22,9 | 23,0 | 21,2 | 19,6 | 19,5 | 19,2  | 19,2 | 18,9 | 18,0 | 20,1 |
| Átlaghőmérséklet (°C)                   | 11,2 | 12,2 | 14,4 | 15,7 | 16,2 | 15,3 | 14,1 | 14,2 | 14,0  | 13,3 | 12,3 | 11,5 | 13,7 |
| Átlagos min. hőmérséklet (°C)           | 4,3  | 5,0  | 6,9  | 8,4  | 9,4  | 9,4  | 8,7  | 8,8  | 8,9   | 7,4  | 5,7  | 4,9  | 7,3  |
| Rekord min. hőmérséklet (°C)            | −3,0 | −5,0 | −3,0 | −1,0 | 5,0  | 4,0  | 1,5  | 3,0  | 1,0   | 1,0  | −4,5 | −5,0 | −5,0 |
| Átl. csapadékmennyiség (mm)             | 14   | 9    | 16   | 39   | 86   | 211  | 244  | 241  | 183   | 76   | 12   | 9    | 1141 |
| Forrás: Servicio Meteorológico Nacional |      |      |      |      |      |      |      |      |       |      |      |      |      |

## Népesség
A település népessége a közelmúltban folyamatosan növekedett:
| Év   | Lakosság |
| ---- | -------- |
| 1990 | 6150     |
| 1995 | 6612     |
| 2000 | 7962     |
| 2005 | 9200     |
| 2010 | 9554     |

## Története
A Huixquilucan név a navatl nyelvből származik: a huitzquilitl jelentése „articsóka”, a can pedig „hely”-et jelent.
A mai város környéke a spanyolok megérkezése előtt a Cuautlalpan nevű vidékhez tartozott, amit otomi indiánok laktak. Házaikat főként a hegyekre építették és vadászatból éltek. Őket később az olmékok, majd a navatlok igázták le, ezután pedig több kisebb népcsoport is váltotta egymást. A hagyomány azt tartja, hogy a spanyol hódítás előtti utolsó azték uralkodónak, II. Moctezumának annyira megtetszett az akkor Huizquilloca néven ismert település, hogy palotát építtetett ott.
Amikor Európából megérkezett Hernán Cortés és harcba szállt a Mexikói-völgy lakói ellen, többfelé követeket küldött a helyi népekhez, hogy szövetségeket kössön velük. 1521-ben Cuautlalpan lakói is csatlakoztak Cortéshez, aki végül győzedelmeskedett az azték birodalom fölött. Hamarosan megkezdődött a hittérítés, majd 1580-ban a jezsuiták úgy döntöttek, Jesús del Montéban egy indián nyelvekkel foglalkozó iskolát nyitnak. Ám mivel az akkor San Antonio Huixquilucannak nevezett településen a helyi pap halála miatt éppen üresen állt a plébánia, Hernán Gómez atya azt javasolta, az iskolát inkább ott rendezzék be. Később azonban az intézmény Tepotzotlánba költözött.
A 19. század elején kezdődött mexikói függetlenségi háború idején Leona Vicario igyekezett hírekkel ellátni és anyagilag is támogatni a felkelőket, ezért a spanyolok üldözőbe vették. Menekülése közben, 1813. március 3-tól 10-ig Huixquilucanban is meghúzódott különféle viskókban.
A reformháború idején, 1861. június 15-én elkezdődött José Santos Degollado hadjárata. A salazari sík melletti hegyekbe vezette csapatait, ahol azonban a helyet jól ismerő Buitrón csapatai rajtukütöttek. Degollado lovának kantárja elszakadt, ezért le kellett szállnia a lóról, így ellenségeinek sikerült foglyul ejteniük. Miközben a foglyokat vezették, egy Félix Neri nevű indián megölte Degolladót. A holttestet a mai Ignacio Allende nevű városrész egyik házába vitték, ahol virrasztást tartottak mellette, azonban eközben gyűrűjét (melyen a nemzeti jelképek mellett a Todo por tí, azaz „Érted mindent” felirat volt olvasható) ujját levágva ellopták. Ugyancsak a reformháború idején Huixquilucanban időzött több fontos konzervatív vezető is (például Leonardo Márquez, Félix Zuloaga és Miguel Negrete), és alig két év alatt összesen 11 tűzvész pusztított a városban.
A következő évtizedekben a 12 részre osztott településen nyugalom honolt. Utak csak Mexikóváros és Toluca irányába vezettek, illetve kisebb, helyi jelentőségű utak kötötték össze a városrészeket egymással. A lakók többsége a mezőgazdaságból élt: egyrészt erdőgazdálkodással foglalkoztak, másrészt kukoricát, árpát, búzát, babot és pulque előállításához magueyt termesztettek. A közelben megnyílt egy kőfejtő is. Többek között az 1873-ban ide érkező José Ignacio Toris karmelita atyának köszönhetően megnyílt több iskola és felépült a városháza is. Egy 1875. április 15-én elfogadott rendelet értelmében Huixquilucan község központja a Villa de Degollado nevet vette fel. 1879-ben az akkor a tlalnepantlai körzethez tartozó település átkerült a lermai körzethez. 1882-re megépült a Mexikóvárost Tolucával összekötő vasútvonal, ami áthalad Huixquilucanon is.
A forradalom idején több összecsapás is történt a településen, ahol egymást váltották a zapatista, a szövetségi és a carranzista csapatok. A forradalom idejének katasztrófái közé tartozik, hogy az El Laurel nevű vasúti szakaszon több vonat is kisiklott, ezekben a balesetekben katonák százai vesztették életüket. Többször támadtak a városra a forradalom nevében, „földért és szabadságért küzdő”, de valójában fosztogató bandák, akiket a lakosság legtöbbször visszavert, így az is előfordult, hogy a kormánytól elismeréseket kaptak „hazafias, és a törvényes kormányt védelmező” cselekedeteikért.
1920-ban leomlott egy fal a Plaza Independencia nevű téren, maga alá temetve és megölve egy Aldegundo Quiroz Gutiérrez nevű lakost, ezt pedig ürügyként felhasználva az életkörülményeikkel elégedetlen helyi indiánok többhelyütt tüntetni, lázadni kezdtek. 1922-ben Máximo Mejaí kezdeményezésére újabb iskolákat alapítottak, 1928-ban pedig egy Angel María Garibay Quintana nevű pap érkezett a településre kutatómunkát végezni, aminek eredményeképpen megírta Supervivencias de la cultura intelectual precolombina entre los otomíes de Huixquilucan, azaz A Kolumbusz előtti intellektuális kultúra továbbélése a huixquilucani otomik körében című könyvét. Ezeket az évtizedeket egyébként a környező települések folyamatos határvitái is jellemezték.
1944-ben nekiláttak egy alagút építésének, amellyel környező források vizét tudták Mexikóvárosba vezetni. Az 1950-es évektől kezdve az egyre növekvő lakosság számára újabb lakónegyedek épültek, 1962-ben kezdődött meg a La Herradura nevű városrész építése.

## Turizmus, látnivalók
A település nem tartozik a kedvelt turisztikai célpontok közé. Múzeumai nincsenek, néhány műemlék azonban található a városban, például a Páduai Szent Antal-templom (ahova 1861-ben José Santos Degollado tábornok hamvait is elhelyezték), valamint a vasútállomás és a 20. század elején épült Los Venados-ház.